# Upsilon Sagittarii
Pour les articles homonymes, voir Upsilon.
Désignations
Upsilon Sagittarii (υ Sagittarii / υ Sgr) est un système d'étoiles binaire spectroscopique situé dans la constellation du Sagittaire. Upsilon Sagittarii est le prototype des systèmes binaires pauvres en hydrogène (HdB), et l'un des quatre systèmes de ce type connus dans les années 2000. Le spectre inhabituel des binaires pauvres en hydrogène a pu rendre difficile la classification stellaire d'Upsilon Sagittarii.

## Système
υ Sgr est un système binaire caractérisé par une période orbitale de 137,939 jours ; il est situé à environ 1 672 années-lumière de la Terre. L'étoile primaire domine le système par son rayonnement dans le visible et dans les données spectrales, mais la secondaire est plus chaude et plus massive. On a également détecté un disque de matériau stellaire en mouvement de la composante primaire vers la secondaire, mais aucune éclipse n'a été détectée.
Le système est classé comme binaire spectroscopique à spectre unique (SB1), mais des raies spectrales de forte excitation, qui sont issues de l'étoile secondaire, ont été relevées en ultraviolet. La variation de la vitesse radiale due à cette dernière a été découverte en 1899, puis la première orbite a été calculée en 1914, donnant un résultat raisonnablement proche des valeurs actuelles.

## Propriétés
La composante principale, υ Sagittarii1, apparaît comme une supergéante de type A, bien que les types spectraux publiés varient de F2p à B5II. Les éléments contrastés de son spectre peuvent être expliqués par des matériaux issus du disque, des éjectas polaires, ou encore par l'étoile elle-même. La faible masse et la composition chimique inhabituelle de l'étoile sont également considérées comme des données induisant des étalonnages spectraux trompeurs, l'étoile n'étant pas aussi massive ou aussi lumineuse que le suggère sa classe de luminosité Ia.
υ Sgr1 est une étoile à hélium extrême, presque entièrement dépourvue d'hydrogène. Elle a également été décrite comme une étoile à néon, en raison des niveaux relatifs très élevés de cet élément. L'étoile a été dépouillée de ses couches externes d'hydrogène après que son évolution l'a éloignée de la séquence principale. On pense qu'à l'origine elle était une étoile sur la séquence principale d'environ 8 M☉, puis qu'elle s'est ensuite étendue après avoir consommé l'hydrogène de son noyau, et qu'elle demeure aujourd'hui grandement enflée, donnant l'apparence d'une supergéante de seulement 2.5 M☉. D'autres estimations donnent des masses plus élevées, jusqu'à 5.45 M☉ et 8.56 M☉ à l'inclinaison connue de 50°.
υ Sgr1 est également classée comme étoile variable de type PV Telescopii, bien qu'elle ait été cataloguée à l'origine comme une binaire à éclipses de type Beta Lyrae. Elle montre des fluctuations dans sa magnitude apparente entre +4,51 et +4,65 avec une période d'environ 20 jours,. 
Son compagnon, υ Sgr2, est plus massif que la supergéante primaire, mais paraît tellement faible dans les fréquences visibles qu'il reste indétectable. On pense qu'il s'agit d'une étoile de la séquence principale de type B qui agrège la matière de l'étoile primaire.

## Dénominations
υ Sagittarii a deux entrées dans le catalogue Henry Draper, HD 181615 et HD 181616.
En chinois, 建 (Jiàn), qui signifie « Établissement », se réfère à un astérisme composé de υ Sagittarii, ξ² Sagittarii, ο Sagittarii, π Sagittarii, 43 Sagittarii et ρ¹ Sagittarii. Par conséquent, υ Sagittarii elle-même est connue comme 建 六 (Jiàn liù, en français : la sixième étoile de l'« Établissement »).